# Radostów (województwo zachodniopomorskie)
Radostów (niem. Karlstein) – osada w Polsce, położona w województwie zachodniopomorskim, w powiecie gryfińskim, w gminie Cedynia.
W latach 1975–1998 miejscowość położona była w województwie szczecińskim.